# NGC 4800
NGC 4800 is een spiraalvormig sterrenstelsel in het sterrenbeeld Jachthonden. Het hemelobject werd op 1 april 1788 ontdekt door de Duits-Britse astronoom William Herschel. 

## Synoniemen
- UGC 8035
- MCG 8-24-4
- ZWG 245.5
- ARAK 393
- IRAS12523+4648
- PGC 43931